# Contropiano (rivista)
Contropiano fu una rivista operaista fondata nel 1968, dopo la chiusura dell'esperienza di Classe operaia, da Alberto Asor Rosa, Massimo Cacciari e Antonio Negri, il quale lasciò la rivista dopo i primi numeri. Edita da La Nuova Italia, terminò le pubblicazioni nel 1971. 
Aperta a diverse discipline, filtrate attraverso la chiave politica, ebbe tra i suoi collaboratori Alberto Abruzzese, Francesco Dal Co, Luciano Ferrari Bravo, Manfredo Tafuri, Mario Tronti, Piero Bevilacqua, Rita Di Leo e Umberto Coldagelli. 
Esiste un omonimo giornale pubblicato dal 1993 e legato alla Rete dei Comunisti che non ha nessun collegamento con questa rivista.